# Vorges-les-Pins
Vorges-les-Pins település Franciaországban, Doubs megyében. Lakosainak száma 571 fő (2022. január 1.). Vorges-les-Pins Thoraise, Boussières, Busy, Cessey, Chenecey-Buillon és Chouzelot községekkel határos.

## Népesség
A település népessége az elmúlt években az alábbi módon változott:
| Lakosok száma | 161  | 256  | 370  | 493  | 595  | 596  | 602  | 601  | 591  | 571  |
|               | 1968 | 1982 | 1990 | 2006 | 2013 | 2015 | 2017 | 2019 | 2020 | 2022 |